# ウロソン酸

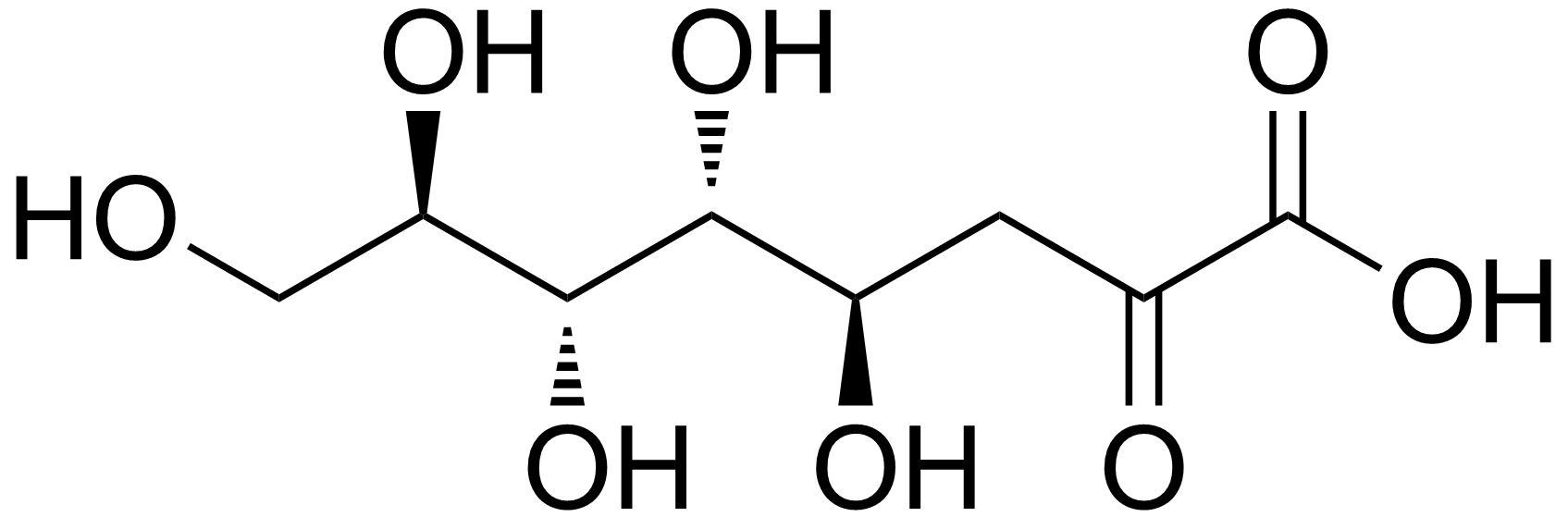
3‐デオキシ‐D‐マンノ‐オクタ‐2‐ウロソン酸の構造

ウロソン酸（Ulosonic acid）は、ケトースの1-ヒドロキシル基をカルボン酸に酸化し、α-ケト酸を作ることによって得られる糖酸。
ウロソン酸の一例は、3‐デオキシ‐D‐マンノ‐オクタ‐2‐ウロソン酸である。